# 関曠野
関 曠野（せき ひろの、1944年3月14日– ）は、日本の思想史家、評論家。愛知県豊橋市在住。父は児童文学作家の関英雄。

## 来歴・人物
東京都出身。早稲田大学第一文学部仏文科卒業後、共同通信社入社。国際局海外部をへて1980年に同社を退職し、在野の思想史家（自称の肩書きは「文明史家」）、評論家として活動を開始する。英語、ドイツ語、フランス語に堪能で、海外の論文はほとんど原語で読んでいる。その冠絶した知性と変人ぶりから「左翼界の小室直樹」と称せらる。
1982年に処女評論『プラトンと資本主義』（北斗出版）を上梓。以来、資本主義批判、西欧近代文明批判を軸として、政治思想史、教育論、科学・技術論等、様々なテーマで論考を発表。

## 思想・主義・主張

### 総論
通俗的なヒューマニズム、単線的な進歩史観や社会進化論的思考、西洋中心主義、等には批判的であるのみならず、ヘーゲル的ロゴスの解体という問題意識から、左派・右派という対立図式そのものに批判的である。
近代理性批判やロゴス中心主義批判等、1980年代の流行思想であったポスト・モダンと多くの点で問題意識を共有しながらも、独自の視点で読み解いた、プラトン、シェイクスピア、ルソーのテクスト、及びユダヤ教（初期にはギリシア哲学）を手がかりに、あくまで民衆の叡智に基礎を置く特異なスタンスの評論を展開している。

### 左翼について
一般には左翼論客と認知されており、本人も「左翼」であり「唯物論者」であると一貫して自称しているが、左翼思想の中ではマルクス主義を否定しており、その上で空想的社会主義を本来の左翼の本流とみなしている。戦後日本左翼が長らく天皇制打倒に執着してきたことについても厳しく批判している。

### 経済・農業
「成長の限界」という問題意識から、反グローバリズム派である。農業、林業などの第一次産業は「産業」ではなく「ライフスタイル」の問題だとして、農業ではなく「農」と呼び、自給とメンテナンス、居住の思想としての「農」を提唱している。

### ベーシック・インカムの提唱
ベーシックインカムについては、社会信用論を基盤に「国家紙幣」と「適正価格制度」をBIに組み合わせたかなり異色の独特な三位一体的経済システムを構想している。通常のベーシック・インカムは社会保障やセーフティネットとして考えられており、財源の問題が解決不可能だとして否定する。自身の提唱するものは財源の問題が発生しないだけでなく、社会保障やセーフティネットではなく、公共インフラとしての貨幣であり、本質的に別のものであるからベーシック・インカムではなく「国民配当」と呼称すべきとしている。

### 日本論・ナショナリズム
安直なお国自慢を戒めつつも、日本のナショナリズムに限らず、ナショナリズム一般を、それなくしては民主制が健全に息づくことができないような、依って立つ基であるとしている。また日本を独自の国柄や思想（日本語の特性、アニメ等のルーツである「こども」の文化、芸能、作法、美学、「道」の観念等）をもった一つの文明として、江戸国学のはたした役割を評価。自衛隊や皇室への再評価や、武装中立への言及など、旧来の左翼的前提にとらわれない独自な問題提起が多い。

## 名言集
- 「天皇制批判は象徴と実体の退廃的混同である」
- 「野蛮としてのイエ社会」[7]
- 「資本主義が誕生したのは歴史の偶然」
- 「大日本帝国はヒロシマで終わり日本株式会社はフクシマで終わる」

## 著書

### 単著
- 『プラトンと資本主義』（北斗出版、1982年、改訂新版：1996年）
- 『ハムレットの方へ――言葉・存在・権力についての省察』（北斗出版、1983年、改訂新版：1994年）
- 『資本主義――現在・未来・過去』（影書房、1985年）
- 『野蛮としてのイエ社会』（御茶の水書房、1987年）
- 『世紀転位の思想――関曠野論集』（新評論、1992年）
- 『左翼の滅び方について』（窓社、1992年）
- 『国境なき政治経済学へ――世界のアメリカ化と日本イエ社会をめぐって』（社会思想社、1994年）
- 『教育、死と抗う生命――子ども・家族・学校・ユートピア』（太郎次郎社、1995年）
- 『歴史の学び方について――「近現代史論争」の混迷を超える』（窓社、1997年）
- 『“ドル”よ驕るなかれ――しのびよる世界通貨危機』（同朋舎、1997年）
- 『みんなのための教育改革――教育基本法からの再出発』（太郎次郎社、2000年）
- 『民族とは何か』（講談社現代新書、2001年）
- 『フクシマ以後――エネルギー・通貨・主権』（青土社、2011年）

### 共著
- （高木仁三郎）『科学の「世紀末」』[8]（平凡社、1987年、新装版：2011年[9]）
- （藤澤雄一郎）『グローバリズムの終焉――経済学的文明から地理学的文明へ』（農山漁村文化協会、2014年）
- 『なぜヨーロッパで資本主義が生まれたか――西洋と日本の歴史を問いなおす』三室勇聞き手（エヌティティ出版、2016年）

### 編著
- 『ウォルフレンを読む』（窓社、1996年）

### 訳書
- ヒレア・ベロック『奴隷の国家』（太田出版、2000年）